# Vranovice (Boêmia Central)
Vranovice é uma comuna checa localizada na região da Boêmia Central, distrito de Příbram.